# Amédée Gibaud
Amédée Gibaud (ur. 4 marca 1885 w Rochefort, zm. 18 sierpnia 1957 w Rochefort) – francuski szachista, wielokrotny mistrz Francji.

## Kariera szachowa
W czasie swojej kariery czterokrotnie zdobył tytuł indywidualnego mistrza Francji, w latach: 1928, 1930, 1935 i 1940. W 1924 r. reprezentował barwy swojego kraju na drużynowym turnieju szachowym, zorganizowanym przy okazji igrzysk olimpijskich w Paryżu, natomiast w 1936 r. – na nieoficjalnej szachowej olimpiadzie w Monachium.